# Henodus
Henodus to wymarły rodzaj plakodonta z późnego triasu, a dokładniej z karniku. Szczątki jedynego gatunku Henodus chelyops zostały znalezione w Tybindze, w Niemczech. Osiągał około 1 m długości.
Jest to jedyny gatunek plakodonta, który został znaleziony poza skałami zawierającymi wyłącznie faunę morską, co sugeruje życie w wodach słonawych lub słodkowodnych lagunach.

## Opis
Henodus podobnie jak niektóre inne plakodonty z wyglądu przypominał żółwia. Jest to jedynie konwergencja, zwierzęta te nie były ze sobą blisko spokrewnione. Podobnie jak u żółwi skorupa składała się z plastronu i karapaksu. Karapaks rozciągał się dużo szerzej niż szerokość kończyn i składał się z wielu skostniałych, nachodzących na siebie łusek. W odróżnieniu od żółwi składał się on z wielu więcej elementów, które w połączeniu tworzyły charakterystyczną mozaikę. Pancerz był przyrośnięty do kręgosłupa, a kończyny znajdowały się w normalnych pozycjach. Jest to kolejna różnica, ponieważ u żółwi kończyny znajdują się wewnątrz klatki piersiowej. Bardzo słabe kończyny Henodusa sugerują, że zwierzę spędzało mało, jeżeli jakikolwiek, czas na lądzie.
Po każdej stronie pyska Henodus posiadał tylko 1 ząb, pozostałe zostały zastąpione przez rogowy dziób. Dodatkowo posiadał on struktury przypominające fiszbin, które w połączeniu z charakterystyczną kością gnykową (pozwalającą na szybkie otwieranie i zamykanie pyska), posłużyły do stworzenia hipotezy o byciu filtratorem. Głowa spłaszczała się od pyska aż do oczu.

## Ekologia
Najnowsze badania zasugerowały jednak, że zwierzę to było wodnym roślinożercą. Zeskrobywałoby ono wodną roślinność ze skał za pomocą swoich szerokich szczęk. Hipoteza ta powstała po dokładniejszej analizie Atopodentatus, jednak nie zyskała ona dużej aprobaty i nadal przeważający jest pogląd o trybie życia filtratora.